# Сільський округ Рахимжана Кошкарбаєва
Сільський округ Рахимжа́на Кошкарба́єва (каз. Рахымжан Қошқарбаев ауылдық округі, рос. Сельский округ Рахымжана Кошкарбаева) — адміністративна одиниця у складі Цілиноградського району Акмолинської області Казахстану. Адміністративний центр — село Рахимжана Кошкарбаєва.
Населення — 2069 осіб (2021; 2516 у 2009, 2394 у 1999, 3157 у 1989).

## Історія
Станом на 1989 рік існувала Романовська сільська рада, до складу якої входили села Аганас, Кенес, Павлоградка, Преображенка, Романовка, Сприколь, Шнет.
Село Аганас було ліквідовано у 2018 році, а село Шнет — у 2019 році.
Село Сариколь до 2006 року мало назву Павлоградка, що відображено в переписах населення попередніх років.

## Склад
До складу округу входять такі населені пункти:
| Населений пункт                        | Населення (1989) | Населення (1999) | Населення (2009) | Населення (2021) |
| -------------------------------------- | ---------------- | ---------------- | ---------------- | ---------------- |
| Кенес, село                            | 41               | —                | —                | —                |
| Преображенка, село                     | 278              | 171              | 145              | 106              |
| Рахимжана Кошкарбаєва, село            | 1917             | 1564             | 1680             | 1697             |
| Аганас*, село                          | 175              | 163              | 152              | 9                |
| Шнет*, село                            | 234              | 198              | 170              | —                |
| Сариколь (до 2006 — Павлоградка), село | 496              | 298              | 369              | 257              |

- Села Аганас і Шнет ліквідовані відповідно у 2018 та 2019 роках.